# マリゴ (ドミニカ国)

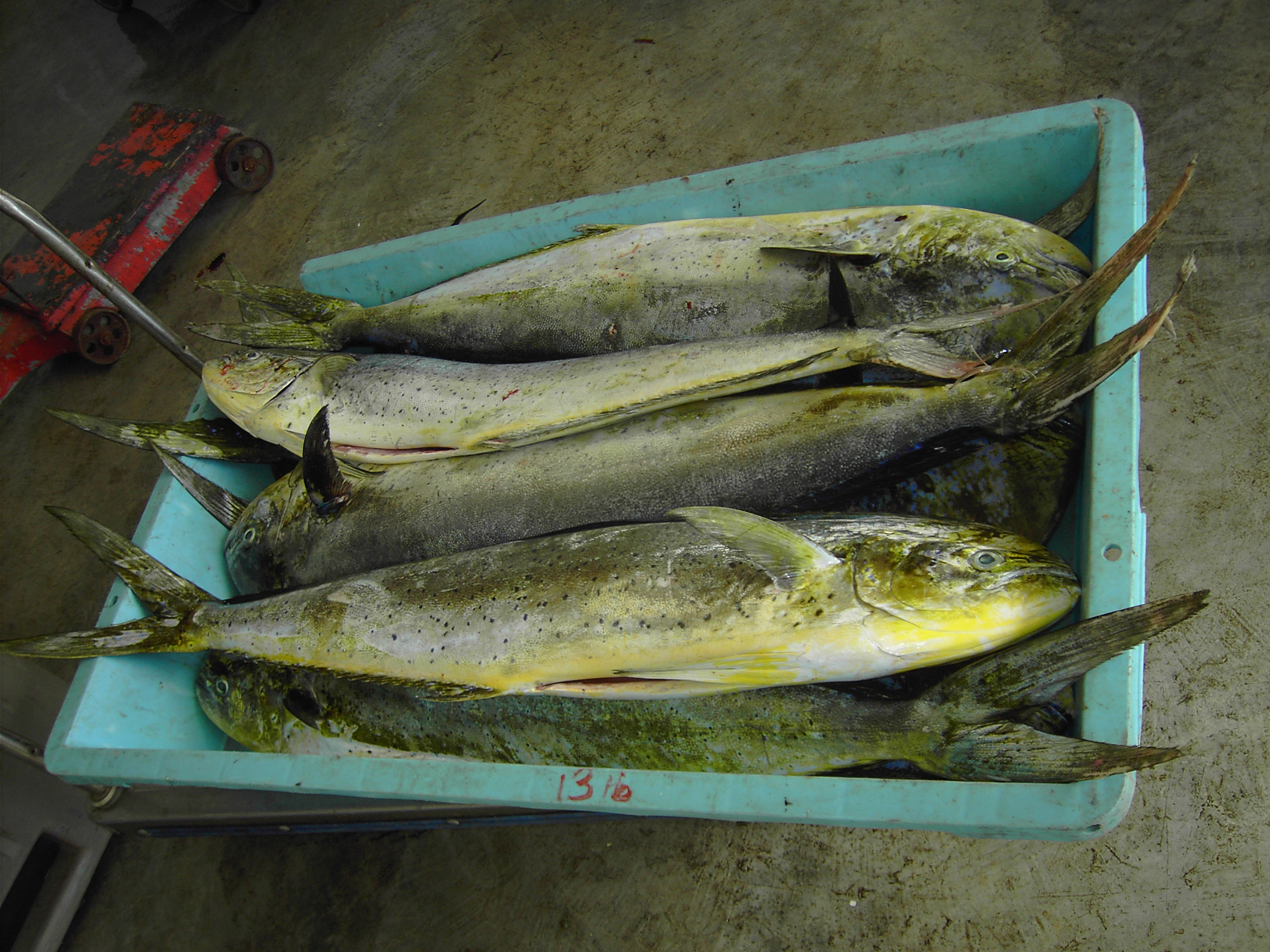
マリゴ漁港で水揚げされたシイラ。

マリゴ（マリゴットとも、Marigot）は、ドミニカ国セント・アンドリュー教区の村。北大西洋に面した漁村で、セント・アンドリュー教区最大の都市である。コンコード地区を含めた人口は2,411人（2011年国勢調査）で、国内では4番目に多い。
島東部の交通の中心地で、島の沿岸部を通る一周道路と島中央部を横断し西部へ向かう道路が交わる。また島に2つある空港の1つであるダグラス＝チャールズ空港が郊外に所在している。セント・デイヴィッド教区に隣接しており、同教区のアトキンソンやカリナゴ・テリトリー（先住民族カリブ族の居留地）が近い。
マリゴには村議会が設置されている。

## 出身人物
- ビリー・ドクトローヴ（英語版） - 元サッカー国際審判員、元クリケット審判員。2006年のクリケットボール不正改造論争時の審判員で知られる。